# Zone de convergence intertropicale

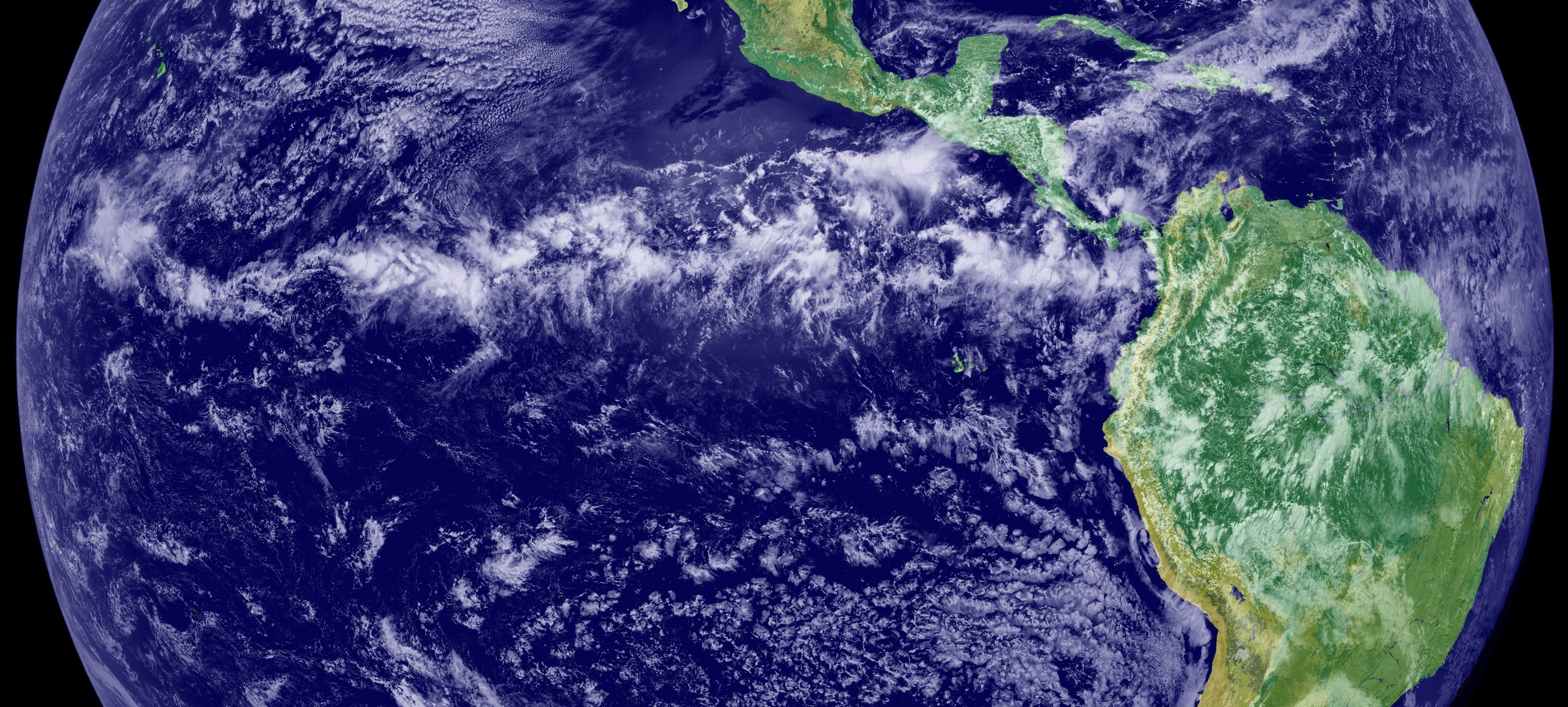
Les orages de la zone de convergence intertropicale forment une ligne à travers l'est de l'océan Pacifique.

La zone de convergence intertropicale (ZCIT), également connue sous le nom de zone intertropicale de convergence (ZIC), de front intertropical, de zone de convergence équatoriale ou plus familièrement de « pot au noir », est une ceinture de quelques centaines de kilomètres du nord au sud, de zones de basses pressions entourant la Terre près de l'équateur.

## Formation
Elle est formée par la convergence des masses d'air chaudes et humides anticycloniques provenant des tropiques portées par les alizés. Elle est caractérisée par des mouvements convectifs des cellules de Hadley et, en règle générale, par des formations importantes de cumulonimbus.

## Déplacement au cours de l'année

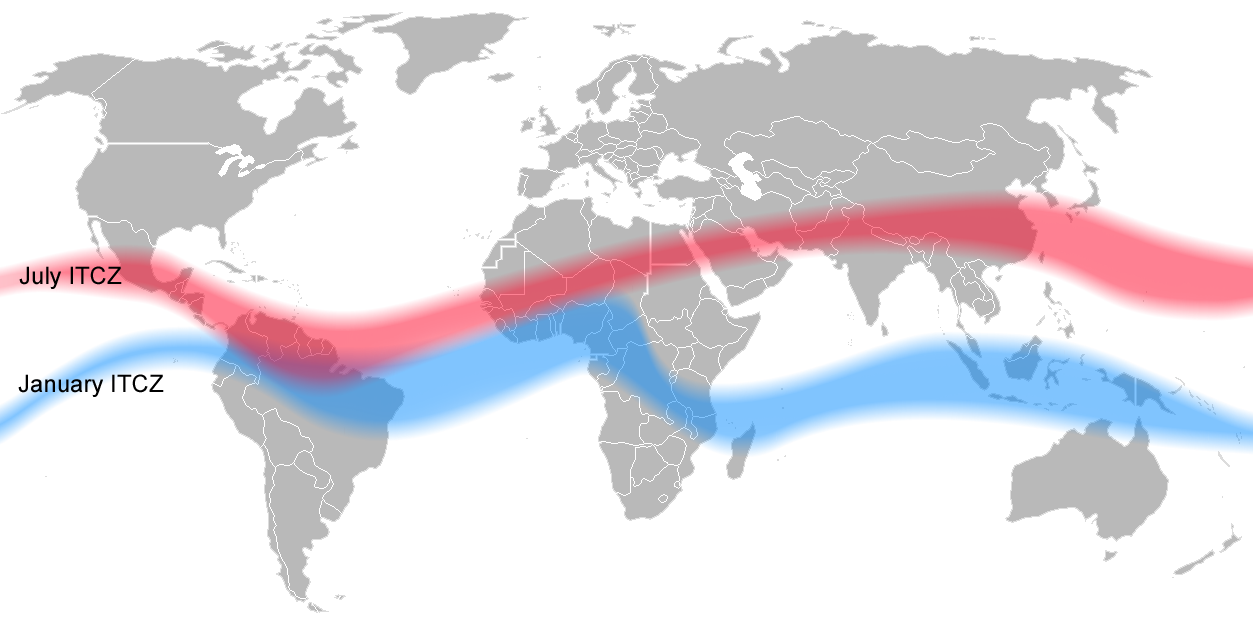
Position de la ZCIT en janvier (en bleu) et en juillet (en rouge).

La localisation de la zone de convergence intertropicale oscille autour de l'Équateur, passant de l'hémisphère nord à l'hémisphère sud et vice-versa selon un rythme annuel, suivant la déclinaison du Soleil. On observe aussi un cycle diurne, où les cumulus du matin deviennent des orages en fin d’après-midi.

## Climat

### Impact sur le climat
En climatologie, la ZCIT correspond à l’équateur météorologique (EM). Ses variations ont un effet important sur les précipitations pour plusieurs nations équatoriales, produisant les saisons sèches et les saisons humides (moussons). Des anomalies prolongées de la ZCIT peuvent produire des épisodes météorologiques extrêmes dans les zones intertropicales. 
On retrouve des vents calmes ou faibles et de direction variable dans les basses couches de l'atmosphère au voisinage de la ZCIT. Ces calmes équatoriaux suivent, avec un léger retard, le déplacement méridien annuel.

### Effets du réchauffement climatique
Le réchauffement climatique aura pour effet un déplacement vers le nord de la zone de convergence intertropicale[Quand ?]. Ce déplacement est transitoire (durant une vingtaine d'années) mais aura des conséquences importantes sur l'agriculture.

## Conséquences sur les activités humaines

### Marine
La zone intertropicale était un grave sujet de préoccupation pour les marins jusqu'à la fin du XIXe siècle. Sous ces latitudes, les navires à voile (surtout les plus lents d'entre eux) pouvaient rester encalminés plusieurs jours, voire plusieurs semaines, dans un climat malsain, avec des alternances de pluies diluviennes, de grains d'orage, de risées folles et de calme plat.
Aux tourments physiques s'ajoutait un effet démoralisant d'impuissance face aux éléments.
De nos jours, malgré les progrès des aides météorologiques, la ZCIT reste un élément majeur voire déterminant, lors de régates océaniques, pour le franchissement de l'équateur météorologique.
Différents surnoms ont été donnés à cette zone géographique : 
- le Pot-au-noir (France), évoquant l'aspect noir des grains d'orage et le fait d'y être englué comme dans un piège (l'expression pot-au-noir était synonyme de piège au XVIIIe siècle).

Une autre origine de cette appellation est souvent évoquée bien que mise en doute par nombre d'historiens : les navires négriers étant souvent bloqués dans cette zone, la mortalité parmi la cargaison d'esclaves y était importante, et l'équipage y jetait les cadavres. D'où l'expression « Pot au noir » ou « Pot aux noirs ».
Il est à noter enfin que le pot-au-noir se situe approximativement un peu plus au nord seulement de la ville côtière congolaise de Pointe-Noire, pour sa partie africaine atlantique vers janvier (carte ci-dessus).
- Les Doldrums (vieux mot anglais signifiant vague à l'âme, déprime, dérivé du mot archaïque Dold signifiant aliéné mental, imbécile) qui correspondent à la partie centrale de la ZCIT, autour de l'Équateur. Dans la langue anglaise, empreinte de métaphores nautiques, le terme Doldrums est souvent employé pour le marasme économique, les situations politiques figées, etc.

### Aviation
Du temps de l'Aéropostale et des premiers vols transatlantiques de Jean Mermoz, sur l'axe Saint-Louis-du-Sénégal - Natal, donc en pleine ZCIT, les grains orageux violents étaient redoutés des aviateurs volant à basse altitude et faible vitesse avec des instruments magnétiques et des appareils peu puissants et non pressurisés.
Aujourd’hui, le terrible crash aérien du Rio-Paris d’Air France semble avoir été causé en partie au moins par le pot au noir.

### Bruits radioélectriques
Dans la zone de convergence intertropicale, les décharges électriques et les orages éclatant à chaque instant génèrent des bruits radioélectriques dans les fréquences radios inférieures à 2 MHz, rendant les bandes basse fréquence et moyenne fréquence inutilisables.

## Le pot(-)au(-)noir dans la littérature
« Le passage du golfe de Gascogne (en plein pot au noir, comme disent les marins) ne s’effectua pas sans quelque danger pour nous. Nous voguions constamment au milieu de la pluie et du brouillard, placés entre un ciel gris et des lames énormes, et je supportai fort mal ce commencement de traversée. »

— Fanny Loviot, Les Pirates chinois (1860), 

« Il existe sur l’océan trois régions des brumes, une équatoriale, deux polaires ; les marins leur donnent un seul nom : le pot au noir. »

— Victor Hugo, Les Travailleurs de la mer (1866)

« On s’imagine à Paris que la zone équatoriale est le pays de l’éternel beau temps ; il n’y a pas d’erreur plus grande. Au moment où les deux courans se rencontrent, les vents cessent : c’est la zone des calmes équatoriaux. Entraîné de bas en haut, l’air fait une sorte de vide au-dessus du baromètre, qui baisse : c’est la zone des faibles pressions. En montant, il se dilate et se refroidit ; alors il pleut, et comme c’est le lieu le plus chaud de la terre et que l’air y contient le plus de vapeurs, on y recueille jusqu’à 4 mètres d’eau par année. C’est la zone des plus grandes pluies, des orages les plus formidables ; c’est le cloud-ring des Anglais et le pot-au-noir de nos marins. A l’ennui d’une pareille saison s’ajoute encore l’accablement d’une humidité chaude. Le thermomètre atteint 40 ou 45 degrés, l’évaporation est nulle, les matières organiques y entrent en décomposition rapide et engendrent ces miasmes inconnus, ces fièvres de toute sorte et mortelles qui déciment les Européens ; mais si elles sont nuisibles aux animaux, ces conditions de chaleur et d’humidité sont au contraire celles que réclament particulièrement les plantes, et l’on retrouve en ces climats la flore surabondante et hardie qui semble avoir, pour la même raison, caractérisé l’époque où se formait la houille. »

— Jules Jamin, Les Vents et la Pluie, essai de Météorologie (1867)

« — Avez-vous vu la Nuit, et le Sommeil ailé, 
Papillon de minuit dans la nuit envolé, 
Sans un coup d’aile ami, vous laissant sur le seuil, 
Seul, dans le pot-au-noir au couvercle sans œil ? »

— Tristan Corbière, Litanie du sommeil (1873)

« Une fois la zone des vents variables franchie, on trouva une température si douce, des brises si égales, si constantes dans leur direction, qu’on se crut un instant sur le chemin du paradis terrestre. On était entré dans la zone des vents alizés. Personne n’ignore aujourd’hui les lois de cette grande circulation atmosphérique qui s’établit des régions polaires vers l’équateur, dévie vers l’ouest en se heurtant à des couches animées d’une plus grande vitesse de rotation, et laisse de chaque côté de la ligne équinoxiale un vaste champ neutre où viennent se mêler les courans des deux pôles. Cet espace, qui oscille, suivant la saison, du nord au sud, a été nommé par les marins « le pot au noir. » Le ciel en effet y est presque toujours chargé de gros nuages opaques, et, quand par intervalles il ouvre ses cataractes, on se croirait revenu aux jours du déluge. Une humidité chaude, pénétrante, envahit le navire : chacun aspire à sortir au plus vite de cette étuve ; souvent par malheur on s’y débat longtemps. Des souffles capricieux peuvent durant des semaines retenir sur la limite des deux hémisphères le capitaine novice. »

— Edmond Jurien de La Gravière, La Navigation hauturière (1874)

« — Zut pour eux ! fit le capitaine. On s’assomme ici plus que dans le pot-au-noir. Gray, sifflez pour faire venir le vent. »

— Robert Louis Stevenson, L'Île au trésor (1883)

« Quand il descend vers le sud en rasant la surface de l’océan, l’alizé s’échauffe chemin faisant et se charge de vapeur d’eau ; arrivé à l’anneau, sous le soleil vertical, il monte, se refroidit, et abandonne une partie de sa vapeur, qui se condense, forme ces nuages ordinairement orageux, ces pluies torrentielles si connues, tombant chaque soir à heure fixe, dans un ciel obscurci, que les marins nomment le pot au noir. On peut dire que l’air ascendant abandonne son trop plein d’humidité, que ces pluies limitent son refroidissement, et qu’à la fin de son ascension il a accumulé toute la provision possible de chaleur et de vapeur. »

— Jules Jamin, Les Ballons (1885)

« L’amiral arbora son pavillon sur le Jean-Bart le 25 avril 1828. Au mois de mai, il quittait le port de Brest. La route du Brésil lui était familière. On ne savait pourtant pas encore que, pour couper la ligne, en d’autres termes, pour sortir du fameux et lugubre « pot au noir, » il vaut mieux ne pas se laisser intimider par l’exemple de Cabrai, qui découvrit le Brésil malgré lui. S’opiniâtrer, dans la crainte des courans équatoriaux, à suivre le long de la côte d’Afrique « la route des Portugais, » est une mauvaise tactique. En s’abandonnant, au contraire, aux vents variables qui règnent sous l’Equateur, en prolongeant franchement sa bordée vers le continent américain, on ne tarde pas à retrouver un ciel clair et le régime régulier des alisés. Cette confiance ne nous a été inspirée que depuis une trentaine d’années par le succès de quelques capitaines américains. La route des Portugais, recommandée encore par « le pilote du Brésil, » retint assez longtemps, le Jean-Bart dans des parages où les grains sont fréquens. Un de ces tourbillons soudains, difficiles à prévoir, surprit le fier vaisseau toutes voiles déployées, les cacatois en tête de mât, et lui coûta la perte de sa grand’vergue. L’accident me fut plus d’une fois raconté par de vieux matelots, durant les quarts de nuit, sur le gaillard d’avant de l’Aurore. L’amiral Roussin le supporta sans humeur et le répara si promptement, que sa traversée en fut à peine allongée. Le 5 juillet, il arrivait devant l’entrée de Rio-Janeiro. »

— Edmond Jurien de La Gravière, L'Expédition du Tage (1887)

« Quand on veut naviguer à l’encontre de l’alise, on n’a le choix qu’entre deux moyens : il faut sortir de la zone comprise entre les deux tropiques ou cheminer lentement en plein « pot au noir. » »

— Edmond Jurien de La Gravière, Les cinq combats de la Sémillante (1887)

« Que les cinq cent mille diables du surouet m’envoient par le fond du pot au noir, si jamais je me serais attendu, moi Turcotte, à faire de pareille besogne ! »

— Jules Verne, L'École des Robinsons (1892)

« Ah ! malheur à celui pris dans cet affreux pot 
Au noir 
      (Tiens, chère ! Que charmante ce tantôt !) »

— Paul Verlaine, Élégies (1893)

« On va nous verser des seaux d’eau non bénite sur la tête, nous asseoir sur des planchettes qui basculeront, nous précipiter dans des cuves à surprises, et le bonhomme Tropique ne tardera pas à se présenter, suivi de son cortège de bouffons, pour nous barbouiller la figure avec le pot au noir ! »

— Jules Verne, , L'Île à hélice (1895)

« — C’est peut-être bien elle, me dit un pêcheur, qui nous a déhalés du « pot au noir, » l’année dernière, sur la Jeanne-Conseil où nous étions 779 passagers… Vous savez l’histoire… L’arbre de couche qui casse… Le navire qui f… le camp en dérive pendant huit jours… »

— Charles Le Goffic, Deux tableaux de la vie terreneuvienne (1903)

« Au sol, tous mes amis s’inquiètent car la brume matinale les a empêchés de me voir repasser… Cependant, je suis déjà loin, enchantée de mon décollage qui n’a fait qu’augmenter ma confiance. Je sais que mille kilomètres plus loin, je vais rencontrer le Pot au Noir : quelques heures d’incertitude… Mais dans l’ensemble, tout va bien… 
Je vole depuis le départ, à deux cents mètres. Pour plus de sécurité, je monte à trois cents, afin de franchir ce que je devine être le commencement du « Pot au Noir ». 
Après la première épreuve que fut pour moi le décollage, j’ai triomphé de la seconde : le terrible « Pot au Noir ». Je suis sûre maintenant d’arriver à Natal !… »

— Maryse Bastié, Ailes ouvertes (1937)

« Il ne s'agissait pas d'une brumette dispensatrice de rosée matutinale, mais d'un vrai, d'un gros, d'un énorme brouillard. Un Londonien n'y aurait pas reconnu les siens. A côté de lui, l'esmogue, la purée de pois et le pot au noir faisaient figure de parents pauvres, anémiés et rachitiques, tout juste bons à offusquer la vue d'un quinze-vingt. »

— Pierre Vouland, La Pipe-line (1972)